# Spindalis
Genre
Le genre Spindalis regroupe quatre espèces d'oiseaux appartenant à la famille des Thraupidae.

## Espèces
Selon la classification de référence du Congrès ornithologique international (version 2.8, 2011) :
- Spindalis zena – Zéna à tête rayée
- Spindalis dominicensis – Zéna d'Hispaniola
- Spindalis portoricensis – Zéna de Porto Rico
- Spindalis nigricephala – Zéna de Jamaïque